# Berchmansus adumbratus
Berchmansus adumbratus is een insect uit de familie van de gaasvliegen (Chrysopidae), die tot de orde netvleugeligen (Neuroptera) behoort. 
Berchmansus adumbratus is voor het eerst wetenschappelijk beschreven door Navás in 1913.